# 12 Pułk Pontonowo-Techniczny Obrony Terytorialnej
12 Pułk Pontonowo-Techniczny Obrony Terytorialnej (12 ppont-tech OT) – oddział Wojsk Inżynieryjnych Sił Zbrojnych PRL.

## Historia pułku
W 1961 roku w Szczecinie został utworzony 12 batalion pontonowo-mostowy KBW. Na podstawie zarządzenia szefa Sztabu Generalnego WP z 13 września 1966 roku jednostka została przeformowana w 12 batalion pontonowo-mostowy Wojsk Obrony Wewnętrznej.
W 1968 roku, na bazie batalionu i likwidowanego 12 Pułku KBW Ziemi Szczecińskiej został sformowany 12 pułk pontonowy Wojsk Obrony Wewnętrznej. Jego zadaniem było organizowanie przepraw na dolnej Odrze. W grudniu 1970 roku pułk wziął udział w pacyfikacji protestów robotniczych w Szczecinie.
Na podstawie zarządzenia Nr 051/Org. szefa Sztabu Generalnego WP z dnia 4 października 1984 roku jednostka została przeformowana w 12 pułk pontonowo-techniczny Obrony Terytorialnej.
Od 8 lutego 1985 roku pułk był podporządkowany szefowi Wojewódzkiego Sztabu Wojskowego w Szczecinie. 12 stycznia 1988 roku pułk został przekazany w podporządkowanie szefa Wojsk Inżynieryjnych Pomorskiego Okręgu Wojskowego. W 1990 roku pułk został przeformowany w 12 Ośrodek Przechowywania Sprzętu. W 1994 roku 12 OPS został rozformowany.

## Kadra pułku
Dowódcy pułku:
- płk Kazimierz Wietrzychowski (1966-1975)[6]
- płk Kazimierz Górny (1975-1977)[7]
- płk Robert Markowski (1977-1981)[8]
- płk K. Kazimierczak (1981-1985)[9]
- płk Marian Łuczak (1985-1988)[10]
- płk Waldemar Derkacz (1988 - 1990)[11]

Szefowie sztabu pułku:
- Jerzy Banatowicz (1978-1981)[12]
- Waldemar Derkacz (1981-1985)

Zastępcy dowódcy pułku ds. technicznych:
- Bolesław Kuczewski (1965-1968)[13]
- Bogusław Gilewski (1966-1968)[14]
- Zygmunt Mijakowski (1975-1985)[15]

Oficerowie:
- por. Henryk Tacik - dowódca plutonu, dowódca kompanii (1968-1973)[16]